# 水野清
水野 清（みずの きよし、1925年〈大正14年〉2月2日 ‐ 2019年〈令和元年〉7月28日）は、日本の政治家。位階は正三位。勲等は勲一等旭日大綬章。在東京マケドニア共和国名誉総領事。
衆議院議員（9期）、建設大臣（第47代）、総務庁長官（第8代）、自由民主党総務会長（第31代）、内閣総理大臣補佐官（行政改革担当）などを歴任した。
父は詩人の水野葉舟。参議院議員の水野賢一は養子。

## 概要
千葉県成田市駒井野出身。旧制東京府立第十中学校、盛岡高等農林学校、学徒出陣を経て東北大学経済学部卒業。1951年、NHKに入局し、主に経済記者を務める。
1964年、山村新治郎・寺島隆太郎の相次ぐ死去に伴う衆議院旧千葉2区補欠選挙に保守系無所属で立候補したが、次点で落選した。1967年、第31回衆議院議員総選挙に自民党公認で旧千葉2区から立候補し、初当選した（当選同期に山下元利・増岡博之・加藤六月・塩川正十郎・河野洋平・中尾栄一・藤波孝生・武藤嘉文・坂本三十次・塩谷一夫・山口敏夫らがいる）。以後、当選9回。当選後は交友クラブを経て、宏池会に入会する。
1983年、第2次中曽根内閣で建設大臣に任命され、初入閣した。1984年、成田用水土地改良区の理事を務めていたことから、三里塚芝山連合空港反対同盟を支援する中核派に事務所を放火されている。
1989年、宇野宗佑総裁の下で自由民主党総務会長に起用されるが、宇野は同年の第15回参議院議員通常選挙での大敗を受け、わずか69日で退陣。宇野の退陣を受けて発足した第1次海部内閣では総務庁長官に任命された。
1996年の第41回衆議院議員総選挙には立候補せず、政界から引退。水野に代わり、養子で中尾栄一の実子である水野賢一が千葉9区から自民党公認で立候補したが、賢一は新進党の実川幸夫に敗れ、落選した（1999年に繰上当選）。同年11月、橋本龍太郎首相により行政改革を担当する内閣総理大臣補佐官及び行政改革会議事務局長に起用され、橋本首相の掲げた六大改革の推進を補佐した。金融ビッグバンの端緒をつけた海外への金の流出、ひいては税金の徴収が目減りする事態が想定された外為法改正（1998年4月施行）は水野、および当時の大蔵省財務官だった榊原英資の主導により推し進められた。首相補佐官は、1998年の橋本の退陣まで務める。同年、勲一等旭日大綬章受章。その後は「日本再建のため行革を推進する700人委員会」の代表世話人を務め、郵政民営化の一層の推進や、特殊法人の民営化を提言した。
1999年、警視庁捜査第二課への相談で、外務省機密費流用事件が発覚するきっかけをつくる。
2019年7月28日、老衰のため、東京都の老人ホームで死去。94歳没。死没日をもって正三位に叙される。

## 所属団体・議員連盟
- 憲法20条を考える会（顧問）